# 北界都梵乘寺
北界都梵乘寺是一座古建筑,位于中国山西省晋中市昔阳县赵壁乡黄岩村。除大门为民国建筑外，其余为明代建筑，包括中轴线由南向北的山门、梵王殿、大佛殿，以及东西钟鼓楼、配殿。
2003年1月15日，梵乘寺公布为第一批晋中市文物保护单位。2021年8月4日,北界都梵乘寺公布为第六批山西省文物保护单位，编号6-112。